# PLXND1
PLXND1‏ (Plexin D1) هوَ بروتين يُشَفر بواسطة جين PLXND1 في الإنسان.